# パンナムオープン・リマ
パンナムオープン・リマは、ペルーにおける国際柔道大会。

## 来歴
2009年よりIJFワールド柔道ツアーの一環として、グランドスラム、グランプリなどに次ぐ位置付けとなったコンチネンタルオープンのうちの1大会。なお、今大会は世界ランキング対象大会であるが、国際柔道連盟主催ではなく大陸連盟主催の大会であるため、ワールド柔道ツアーには含まれない。2016年3月5日から6日の2日間にわたって、ペルーのリマで初開催された。

## 名称の変遷
- パンナムオープン・リマ Pan American Open Lima（2016- ）

## 優勝者

### 男子
| 年     | 60 kg級                  | 66 kg級              | 73 kg級                      | 81 kg級                          | 90 kg級                      | 100 kg級                       | 100 kg超級                 |
| 2016年 | ブガール・シリンリ       | スゴイ・ウリアルテ   | アルトゥール・マルジュリドン | ナシフ・エリアス                 | キリル・デニソフ             | ベカ・グビニアシビリ           | ラファエル・シルバ         |
| 2017年 | ペリム・フェリペ         | チャールズ・チバナ   | マルセロ・コンティーニ       | ドミニク・ドゥルゼタ             | グスタボ・アッシス           | トーマス・ブリセーノ           | ルアン・イスケルド         |
| 2018年 | リシャール・ヴェルグネス | オスニエル・ソリス   | アロンソ・ウォン             | アルマン・カラティアン           | ロベルト・フロレンティーノ   | エル・エー・スミス             | アグネル・キンタニリャ     |
| 2019年 | ジョン・フッティニコ     | ユアン・ポスティゴス | ルカ・オトマヌ               | アレクシス・ロサ・モヤ           | フランシスコ・バランタ       | トーマス・ブリセノ             | フレディ・フィゲロア       |
| 2020年 | アドニス・ディアズ       | ミカエル・パティノ   | アロンソ・ウォン             | ルイス・アンゲレス               | ユータ・ガラッレタ・ビラール | 不明の旗                       | L.A.スミス                 |
| 2021年 | ディルメル・カレ         | フアン・エルナンデス | アロンソ・ウォン             | アレクサンデル・ボルハ           | ユータ・ガラッレタ・ビラール | ダリル・ヤマモト・セルバン     | フレディ・フィゲロア       |
| 2022年 | ジョン・フッティニコ     | レナン・トレス       | アロンソ・ウォン             | トマス・モラレス                 | ユータ・ガラレッタ・ビジャル | トマス・ブリセンコ             | ティアゴ・パルミニ         |
| 2023年 | アラト・ユアレス         | オルランド・ポランコ | マグディエル・エストラダ     | マイケル・ムケンシエ・ロンドレス | アレクサンドル・アレンシビア | ネイト・キーブ                 | バレンティノ・バルディビア |
| 2024年 | ヤイロ・モレノ           | ディエゴ・カリクス   | フリアン・サンチョ           | デイビット・アガサリャン         | マリアノ・コト・ベルシエル   | フアン・ディエゴ・トゥルシオス | 斉藤立                     |

### 女子
| 年     | 48 kg級                        | 52 kg級                        | 57 kg級                          | 63 kg級                          | 70 kg級                  | 78 kg級                    | 78 kg超級                        |
| 2016年 | エンダ・カリージョ             | ナタリア・クジュティナ         | イリーナ・ザブルディナ           | マリセト・エスピノーサ           | ジュリ・アルベアル       | ライア・タラルン           | マリア・アルテマン               |
| 2017年 | パウラ・パレト                 | エレウディス・バレンティム     | タミレス・クルーデ               | アリシャ・ガレス                 | マリア・ペレス           | サマンタ・ソアレス         | ロシェレ・ヌネス                 |
| 2018年 | ガブリエル・チバナ             | ヤスミム・リマ                 | アビ＝ベトサベ・カルドゾ・マダフ | マイリン・デル・トロ・カルバヤル | オルガ・マスフェレール   | バネッサ・チャラ           | ロシェレ・ヌネス                 |
| 2019年 | ケイシー・ペラファン           | ラリッサ・ピメンタ             | マリカ・ペリシッチ               | エステファニア・ガルシア         | エレン・サンタナ         | バネッサ・チャラ           | マッケンジー・ウイリアムズ       |
| 2020年 | エンダ・カリージョ             | ケイトリン・ブイソー＝ジャレル | マリア・ホルギン                 | エステファニア・ガルシア         | 不明の旗                 | 不明の旗                   | ユリアナ・ボリバル・ゴンサレス   |
| 2021年 | ブリリト・ガマッラ・カルバハル | レナタ・オルティス             | キアラ・アランゴ・ミランダ       | シンディ・メラ                   | セリンダ・コロゾ         | カミラ・フィゲロア・アキノ | ユリアナ・ボリバル・ゴンサレス   |
| 2022年 | ブリリト・ガマラ・カルバヤル   | パウリナ・マルティネス         | マリア・ビジャルバ               | プリスカ・アウィティ             | ルイサ・ボニジャ         | カミラ・フィゲロア         | マッケンジー・ウイリアムス       |
| 2023年 | エレン・サレンス               | ジェシカ・ペレイラ             | マリアン・フローレス             | プリスカ・アウィティ             | アレクシア・カスティロス | サマンタ・ソアレス         | ユリアナ・ボルビアル・ゴンサレス |
| 2024年 | ティティン・ホアン             | ケイシー・ペラファン           | ノラ・ジャコヴァ                 | シンディ・メラ                   | ディアナ・ブレネス       | カミラ・フィゲロア         | イザヤナ・マレンコ               |

## 外部サイト
- Pan American Open Lima